# Mário Zanetta
Mário Zanetta (* 29. Januar 1938 in Borgomanero, Italien; † 13. November 1998) war ein italienischer Geistlicher und römisch-katholischer Bischof von Paulo Afonso.

## Leben
Mário Zanetta empfing am 24. Juni 1962 das Sakrament der Priesterweihe. Im Mai 1969 kam er in das Bistum Paulo Afonso in Brasilien.
Papst Johannes Paul II. ernannte ihn am 15. Juni 1988 zum Bischof von Paulo Afonso. Sein Amtsvorgänger Aloysio José Leal Penna SJ spendete ihm am 14. August desselben Jahres die Bischofsweihe; Mitkonsekratoren waren dessen Vorgänger Jackson Berenguer Prado und der Bischof von Novara, Aldo Del Monte.